# NGC 7721
NGC 7721 este o galaxie spirală situată în constelația Vărsătorul. A fost descoperită în 10 septembrie 1785 de către William Herschel. Se află la o distanță de 20,14 de megaparseci de Pământ.